# Liste der Eisenbahntunnel in Sachsen-Anhalt
Diese Liste enthält Eisenbahntunnel in Sachsen-Anhalt.
| Tunnel                      | Länge  | Bild | Jahr der Eröffnung | Strecke                               | Lage                         |
| --------------------------- | ------ | ---- | ------------------ | ------------------------------------- | ---------------------------- |
| Finnetunnel                 | 6965 m |      | 2011 (Rohbau)      | Neubaustrecke Erfurt–Leipzig/Halle    | Finne bei Bad Bibra          |
| Bibratunnel                 | 6467 m |      | 2012 (Rohbau)      | Neubaustrecke Erfurt–Leipzig/Halle    | Hermundurische Scholle       |
| Osterbergtunnel             | 2082 m |      | 2012 (Rohbau)      | Neubaustrecke Erfurt–Leipzig/Halle    | bei Steigra im Saalekreis    |
| Blankenheimer Tunnel        | 875 m  |      | 1865               | Bahnstrecke Halle–Hann. Münden        | bei Blankenheim              |
| S-Bahntunnel Halle-Neustadt | 454 m  |      | 1969               | Bahnstrecke Merseburg–Halle-Nietleben | Zentrum von Halle-Neustadt   |
| Krumme-Grube-Tunnel         | 307 m  |      | 1930               | Rübelandbahn                          | nördlich vom Kreuztalviadukt |
| Rammelburg-Tunnel           | 287 m  |      | 1916               | Bahnstrecke Klostermansfeld–Wippra    | unterhalb der Rammelburg     |
| Tunnel Mittelland-Kanal     | 100 m  |      | 2013               | Bahnstrecke Magdeburg–Wittenberge     |                              |
| Nebelsholz-Tunnel           | 90 m   |      | 1930               | Rübelandbahn                          | südlich vom Kreuztalviadukt  |
| Thumkuhlenkopf-Tunnel       | 58 m   |      |                    | Drei Annen Hohne – Wernigerode        |                              |

## Übersicht auf topografischer Karte

Ein Überblick der Eisenbahntunnel auf einer topografischen Karte